# Scleroglossum pyxidatum
Scleroglossum pyxidatum är en stensöteväxtart som beskrevs av Cornelis Rugier Willem Karel van Alderwerelt van Rosenburgh. Scleroglossum pyxidatum ingår i släktet Scleroglossum och familjen Polypodiaceae. Inga underarter finns listade.